# 英國駐烏克蘭大使館
英國駐烏克蘭大使館（烏克蘭語：Посольство Великої Британії в Києві），是英國駐烏克蘭首都基輔的外交代表機構。設於基輔佩切爾斯克區德夏廷納街。2019年，英國首相鮑里斯·約翰遜任命梅琳達·西蒙斯為烏克蘭駐英國大使。

## 歷史
1991年12月31日，英國承認烏克蘭獨立。1992年1月10日，建立外交關係。1991年11月，英國在基輔開設總領事館。1992年1月升格為大使館。根據英國外交部的一份聲明，由於擔心俄羅斯入侵烏克蘭，英國在2022年1月24日撤回了一半的員工。在此之前，俄羅斯大使館工作人員和美國大使館工作人員的親屬也同樣撤離烏克蘭。2022年4月20日，英國駐烏克蘭大使館宣布將於下週重新開放。

## 外部連結
- 官方網站 （页面存档备份，存于）